# Lo Borg (Cruesa)
Le Borg d'Hem (en francès Le Bourg-d'Hem) és una comuna (municipi) de França, a la regió de la Nova Aquitània, departament de la Cruesa. La seva població al cens de 1999 era de 235 habitants. No està integrada en cap Communauté de communes.

## Demografia
| 1968 | 1975 | 1982 | 1990 | 1999 |
| ---- | ---- | ---- | ---- | ---- |
| 361  | 294  | 290  | 278  | 235  |

## Administració
| Període | Identitat          | Partit |
| ------- | ------------------ | ------ |
| 2001-   | Jean-Louis Bathier |        |